# Karl Moritz Berggold
Karl Moritz Berggold, auch Carl Moritz Berggold (* Februar 1760 auf der Festung Königstein; † 14. Januar 1814 in Dresden), war ein deutscher Porträt- und Bataillenmaler.

## Leben und Wirken
Er war der Sohn des Oberstleutnants Christian Samuel Berggold beim Ingenieurkorps und wurde von seinem Vater in Militärwissenschaften unterrichtet und zum Soldaten ausgebildet, während sein Bruder eine künstlerische Laufbahn einschlug und bei Professor Johann Eleazar Schenau in Dresden ausgebildet wurde. Als der Bruder frühzeitig starb, wünschte Schenau, dass ein anderes talentiertes Familienmitglied ein Kunstmaler werden möge. Berggold beendete daher seine Militärkarriere als Leutnant und widmete sich dem Malen von Bataillengemälden und Porträts. Er wirkte dabei nicht nur in Dresden, sondern auch in Chemnitz, wo er beispielsweise Kaufleute aus Griechenland porträtierte.
Er wurde auch Mitglied der Akademie der Künste in Leipzig, wo er Lehrer in den bei Manufakturwaren anwendbaren Zeichnungen war.